# Alistair Brownlee
Alistair Edward Brownlee, MBE (Dewsbury, 23 d'abril de 1988) és un triatleta anglès, actual campió dels Jocs Olímpics, d'Europa i de la Commonwealth en aquest esport. També ha estat dues vegades campió del Campionat del Món de triatló, el 2009 i el 2011, i tres vegades campió d'Europa. El seu germà, Jonathan Brownlee, també és un destacat triatleta, que va aconseguir la medalla de bronze als Jocs de Londres, va guanyar el Campionat del Món el 2012, a més d'acompanyar al seu germà en la consecució de la victòria per equips en els Jocs de la Commonwealth.
Brownlee va ser nomenat as appointed Membre de l'Orde de l'Imperi Britànic (MBE) el 2013 pels seus serveis al triatló.